# Alina (film)
Alina è un film del 1950 diretto da Giorgio Pàstina.

## Trama
La giovane Alina ha sposato un uomo più vecchio di lei e in cattive condizioni di salute. Per vivere si occupa di commercio illegale e di contrabbando passando spesso illegalmente il confine con la Francia, dove conosce Giovanni, tornato da poco dalla guerra, che gestisce un locale notturno di pessima fama di proprietà di Lucien, marito della cantante Marie, a sua volta amante di Giovanni.
Giovanni e Alina si sentono immediatamente attratti l'uno dall'altra, provocando la gelosia di Marie, che cerca di dividere i due ed anche da Marco, un malvivente amico del marito di Alina, che non ha mai rinunciato ad avere la giovane.
Durante una forte lite tra Marco e il marito di Alina, questi muore in un incendio; Lucien, dopo aver scoperto il legame tra Marie e Giovanni, uccide la moglie.
Alina e Giovanni fuggono verso il confine per tornare in Italia, inseguiti e raggiunti da Marco che aggredisce il rivale tentando di ucciderlo, ma precipita in un burrone trovando la morte.
I due giovani tornati in patria potranno trovare la serenità e un futuro migliore.

## Produzione
Il film è ascrivibile al filone dei melodrammi sentimentali, comunemente detto strappalacrime, allora molto in voga tra il pubblico italiano (in seguito ribattezzato dalla critica con il termine neorealismo d'appendice).
Fu prodotto da Arrigo Atti per conto della casa di produzione Acta una società fondata dai Fratelli Atti di Bari, ma attribuita anche a Fabio Franchini.
Sempre nel 1950 la stessa Acta aveva prodotto anche il film Il cielo è rosso.

## Distribuzione
Il film venne distribuito nel circuito cinematografico italiano il 6 agosto del 1950.
Nella stagione 1955-1956 è stato riedito con il titolo Alina la contrabbandiera..
Sul mercato tedesco è stato distribuito con il titolo Zwischen Liebe und Laster, mentre in quello francese fu editato come La fille de la nuit.

## Accoglienza
La pellicola incassò 187.000.000 di lire dell'epoca.

## Critica
(Ermanno Contini ne Il Messaggero del 14 ottobre 1950)